# Starrdagsländor
Starrdagsländor (Leptophlebiidae) är en familj av dagsländor. Starrdagsländor ingår i ordningen dagsländor, klassen egentliga insekter, fylumet leddjur och riket djur. Enligt Catalogue of Life omfattar familjen Leptophlebiidae 151 arter. 

## Bildgalleri

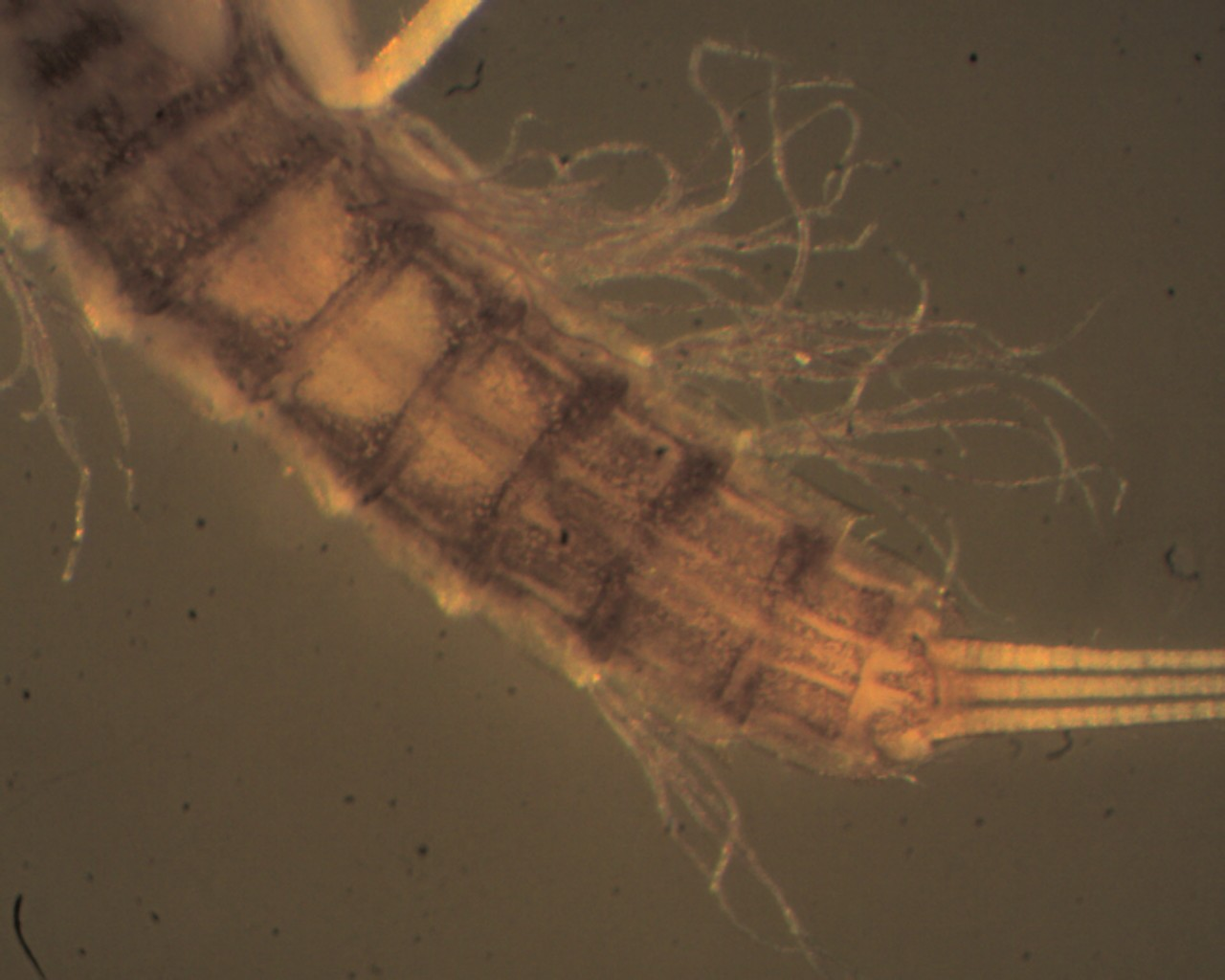
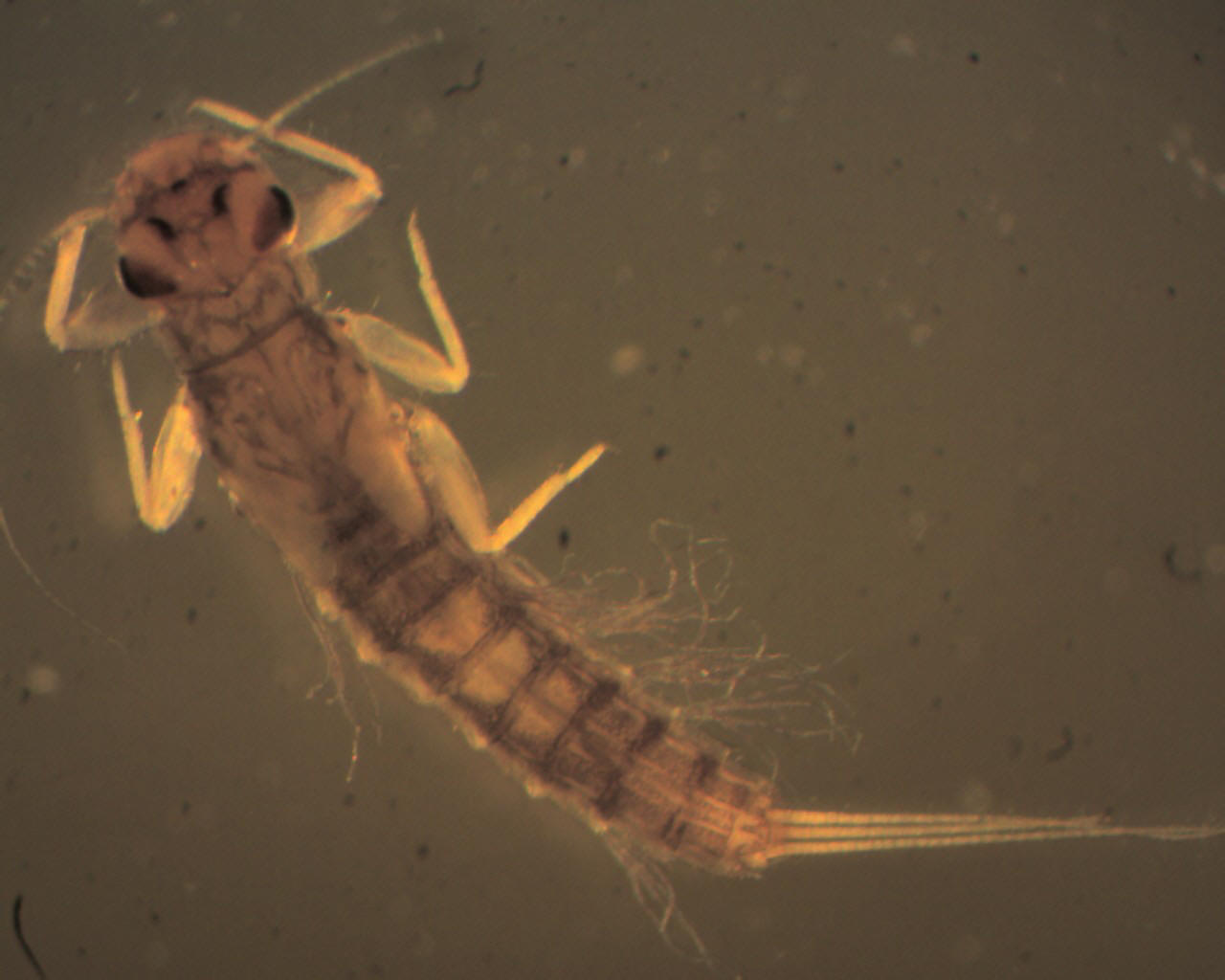
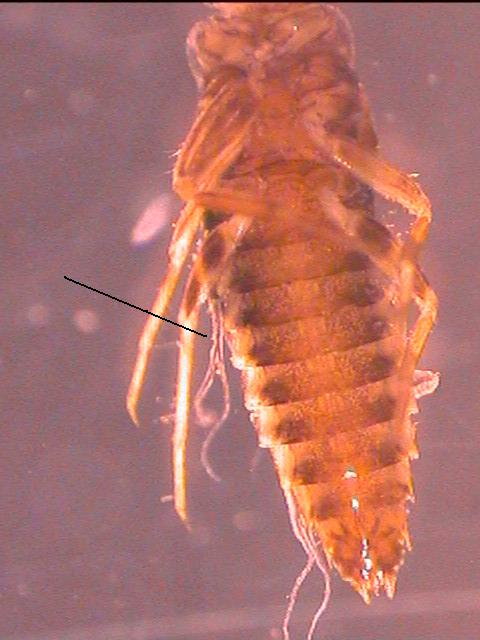
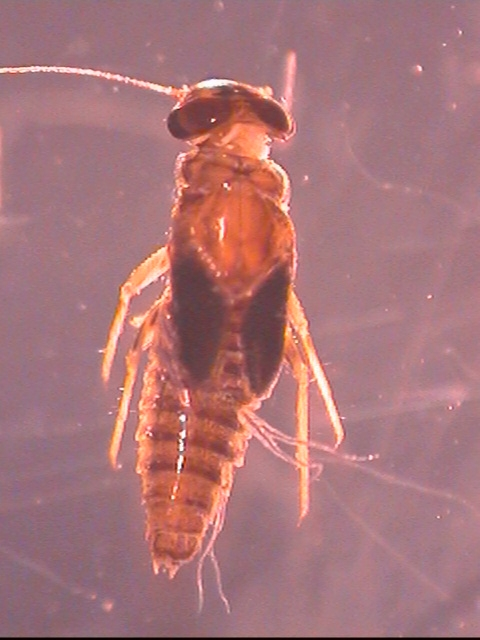
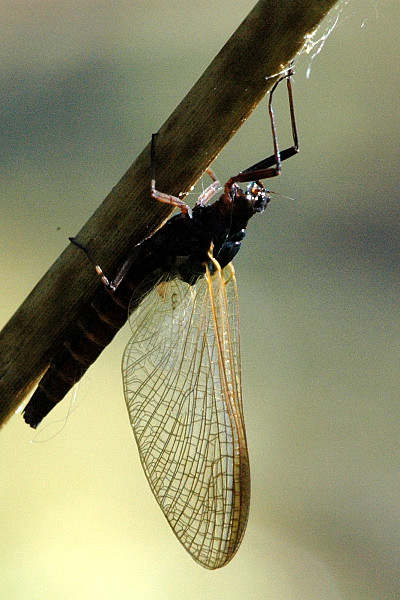

## Dottertaxa till starrdagsländor, i alfabetisk ordning[1][2]
- Acanthophlebia
- Arachnocolus
- Atalophlebioides
- Atopophlebia
- Austroclima
- Austronella
- Choroterpes
- Cryophlebia
- Deleatidium
- Farrodes
- Habrophlebia
- Habrophlebiodes
- Hagenulopsis
- Hermanella
- Hermanellopsis
- Homothraulus
- Hydrosmilodon
- Isothraulus
- Leptophlebia
- Mauiulus
- Needhamella
- Neochoroterpes
- Paraleptophlebia
- Tepakia
- Terpides
- Thraulodes
- Thraulus
- Tikuna
- Traverella
- Ulmeritis
- Ulmeritoides
- Zephlebia